# 安傑拉 (摩洛哥)
35°39′51″N 5°30′40″W / 35.6642°N 5.5111°W
安傑拉（阿拉伯语：‎）是摩洛哥的城鎮，位於該國北部，由丹吉爾-得土安-胡塞馬大區負責管轄，是法斯-安傑拉省的首府，南鄰得土安省，2004年人口15,035。